# Cantiano
Cantiano är en ort och kommun i provinsen Pesaro e Urbino i regionen Marche i Italien. Kommunen hade 2 171 invånare (2018).